# Гросгольбах
Гросгольбах (нім. Großholbach) — громада в Німеччині, розташована в землі Рейнланд-Пфальц. Входить до складу району Вестервальд. Складова частина об'єднання громад Монтабаур.
Площа — 3,91 км2. Населення становить 992 ос. (станом на 31 грудня 2020).

## Галерея

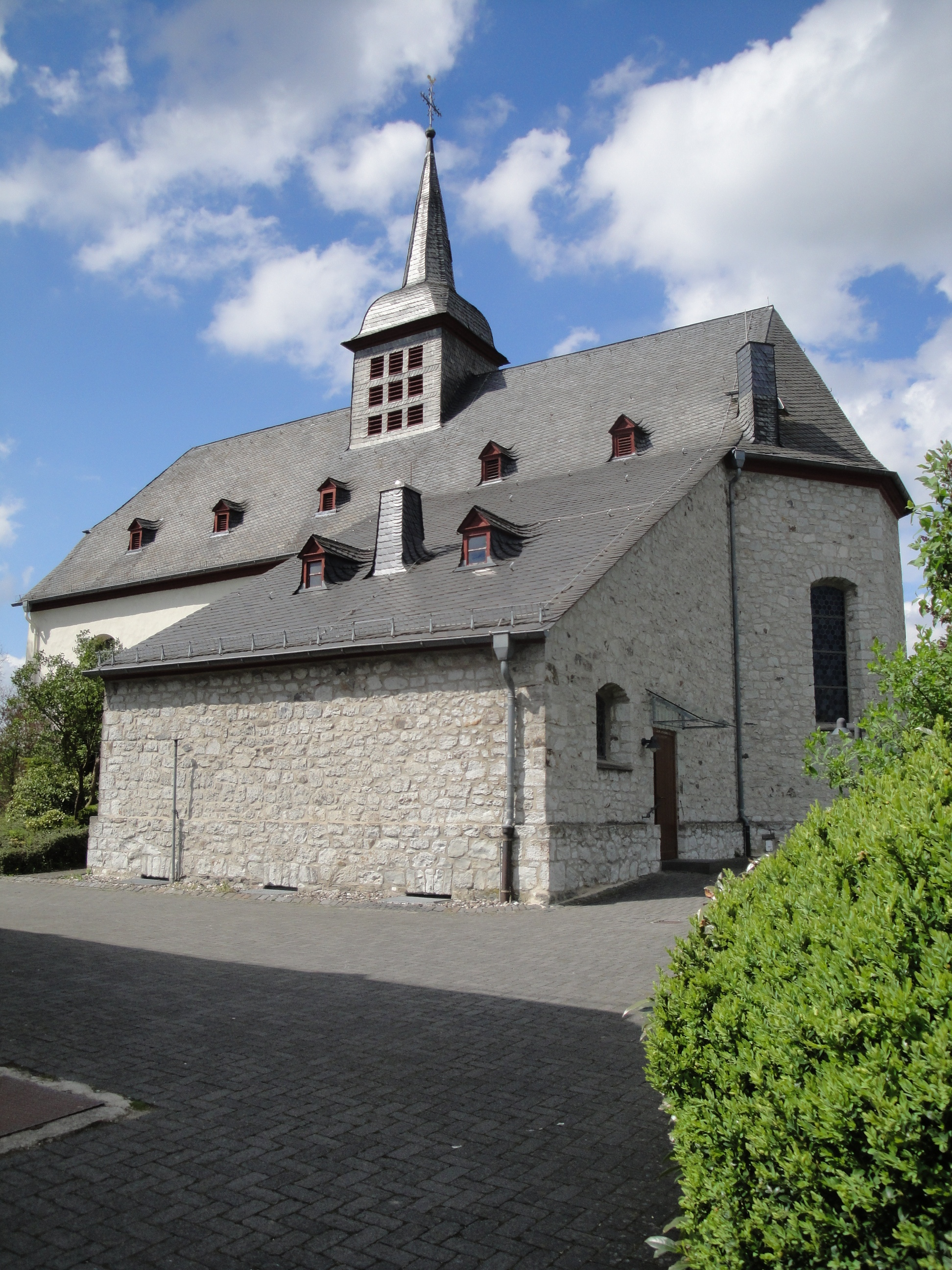